# 円遵
円遵（えんじゅん、延享3年（1746年）11月 - 文政2年10月22日（1819年12月9日））は、江戸時代中期から後期にかけての浄土真宗（高田派）の僧。父は有栖川宮職仁親王の子音仁親王。祖父職仁親王の猶子となる。幼名は季宮。字は徳猷。号は無上上院など。

## 略歴
宝暦3年（1753年）、真宗高田派の本山である伊勢国専修寺に入り、安永7年（1778年）に同寺を継いだ。
寛政9年（1797年）、専修寺内に勧学堂を創建し、学問の奨励に尽力した。